# Viviers-sur-Chiers
Viviers-sur-Chiers ist eine französische Gemeinde mit 658 Einwohnern (Stand: 1. Januar 2022) im Département Meurthe-et-Moselle in der Region Grand Est (bis 2015 Lothringen). Sie gehört zum Arrondissement Val-de-Briey und ist Mitglied im Gemeindeverband Communauté de communes Terre Lorraine du Longuyonnais.
Die Gemeinde erhielt 2023 die Auszeichnung „Zwei Blumen“, die vom Conseil national des villes et villages fleuris (CNVVF) im Rahmen des jährlichen Wettbewerbs der blumengeschmückten Städte und Dörfer verliehen wird.

## Geografie
Viviers-sur-Chiers liegt etwa 33 Kilometer nordwestlich von Val de Briey und etwa 55 Kilometer nordwestlich von Metz an der Chiers. Nachbargemeinden von Viviers-sur-Chiers sind Longuyon im Westen und Nordwesten, Tellancourt (Berührungspunkt) im Norden, Fresnois-la-Montagne im Norden und Nordosten, Montigny-sur-Chiers im Osten sowie Beuveille im Südosten und Süden.

## Bevölkerungsentwicklung
| Jahr                       | 1962 | 1968 | 1975 | 1982 | 1990 | 1999 | 2006 | 2019 |
| Einwohner                  | 624  | 670  | 662  | 628  | 561  | 627  | 659  | 665  |
| Quellen: Cassini und INSEE |      |      |      |      |      |      |      |      |

## Sehenswürdigkeiten
- Pfarrkirche Saint-Martin aus dem frühen 13. Jahrhundert, Restaurierungen und Vergrößerungen im 19. Jahrhundert
- Kapelle Saint-Martin, 1824 errichtet
- Kapelle Notre-Dame-de-Bon-Secours in Revémont aus dem 20. Jahrhundert
- Lavoir (ehemaliges Waschhaus)

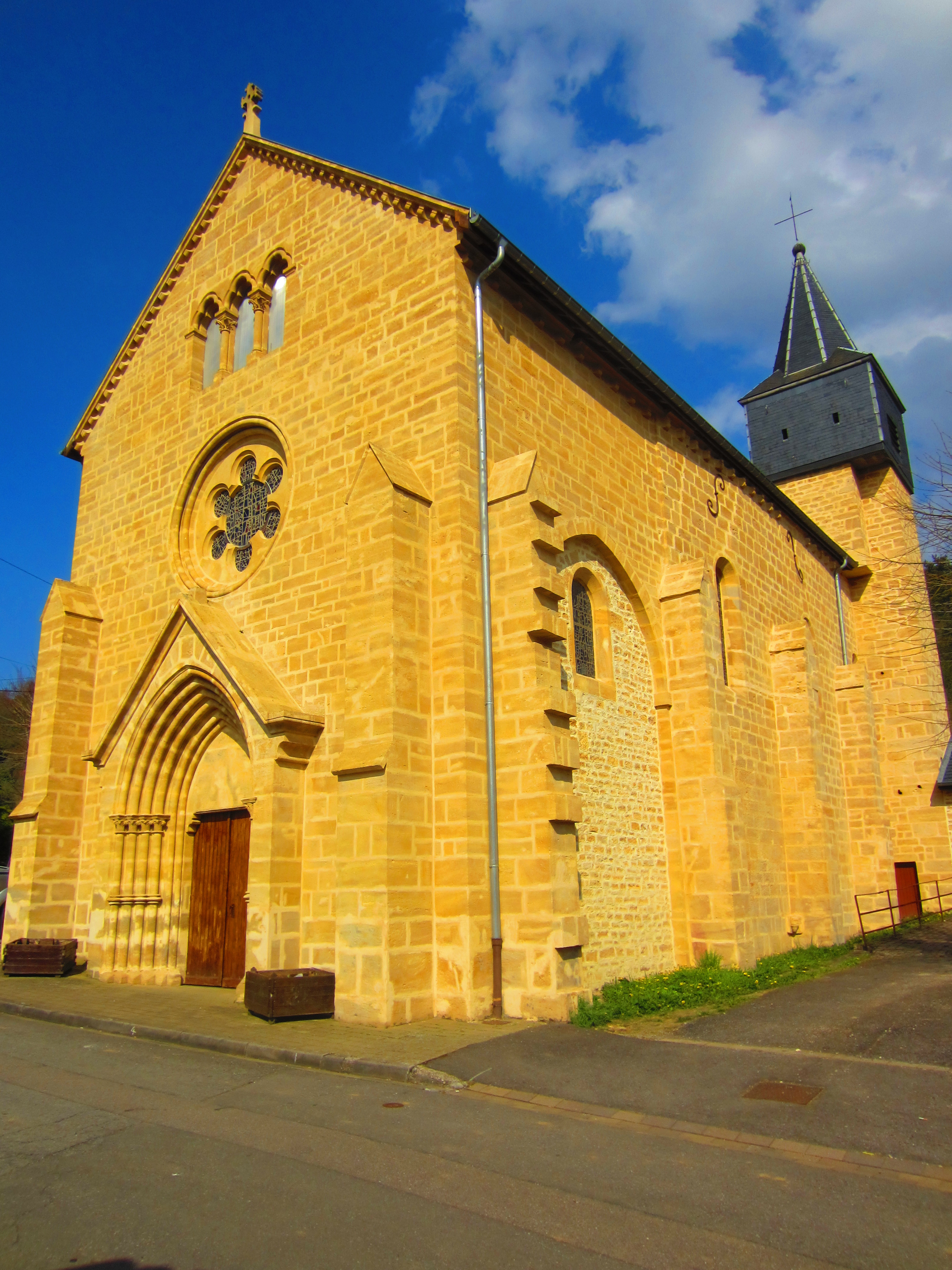
Pfarrkirche Saint-Martin
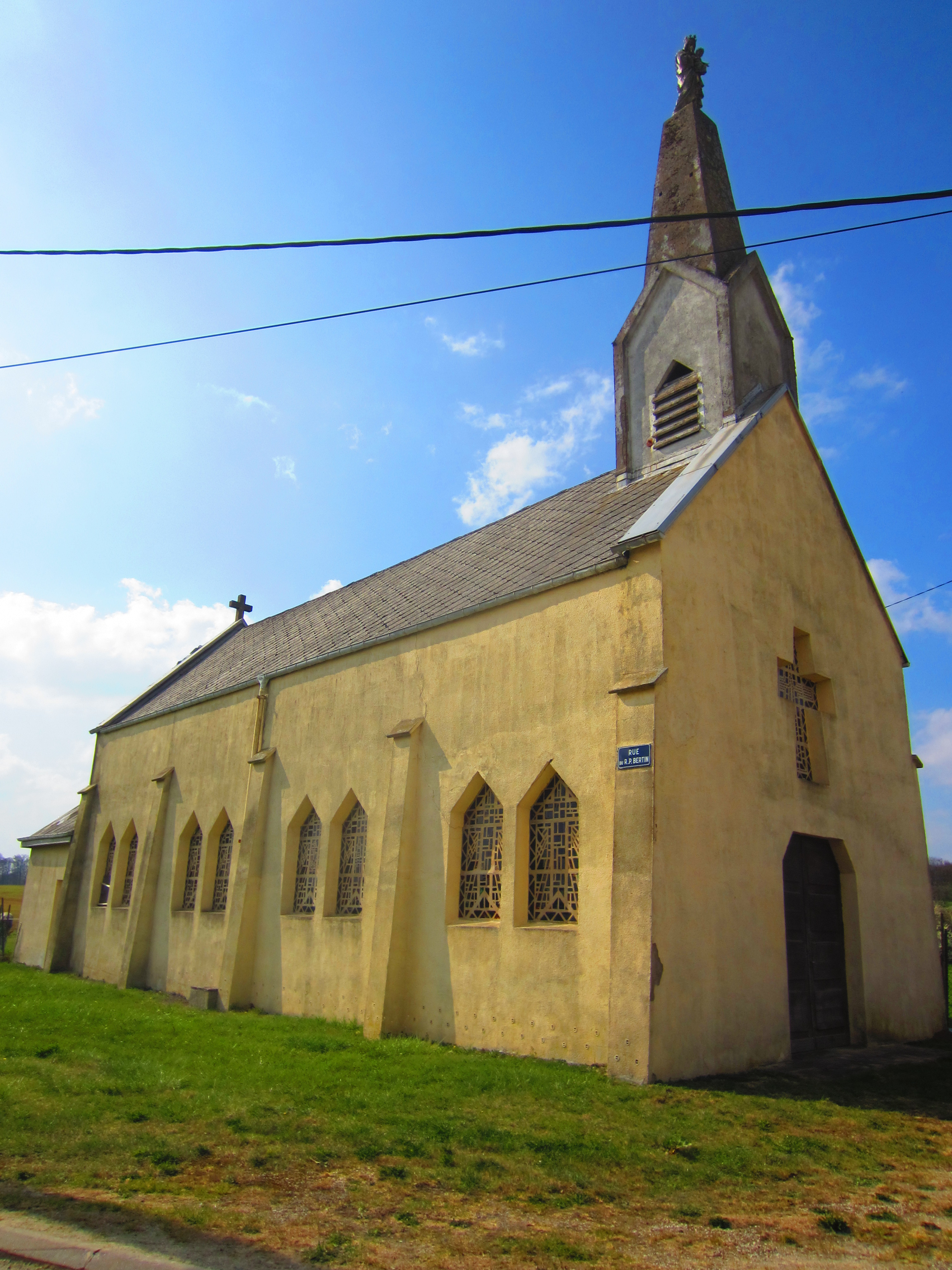
Kapelle Saint-Martin
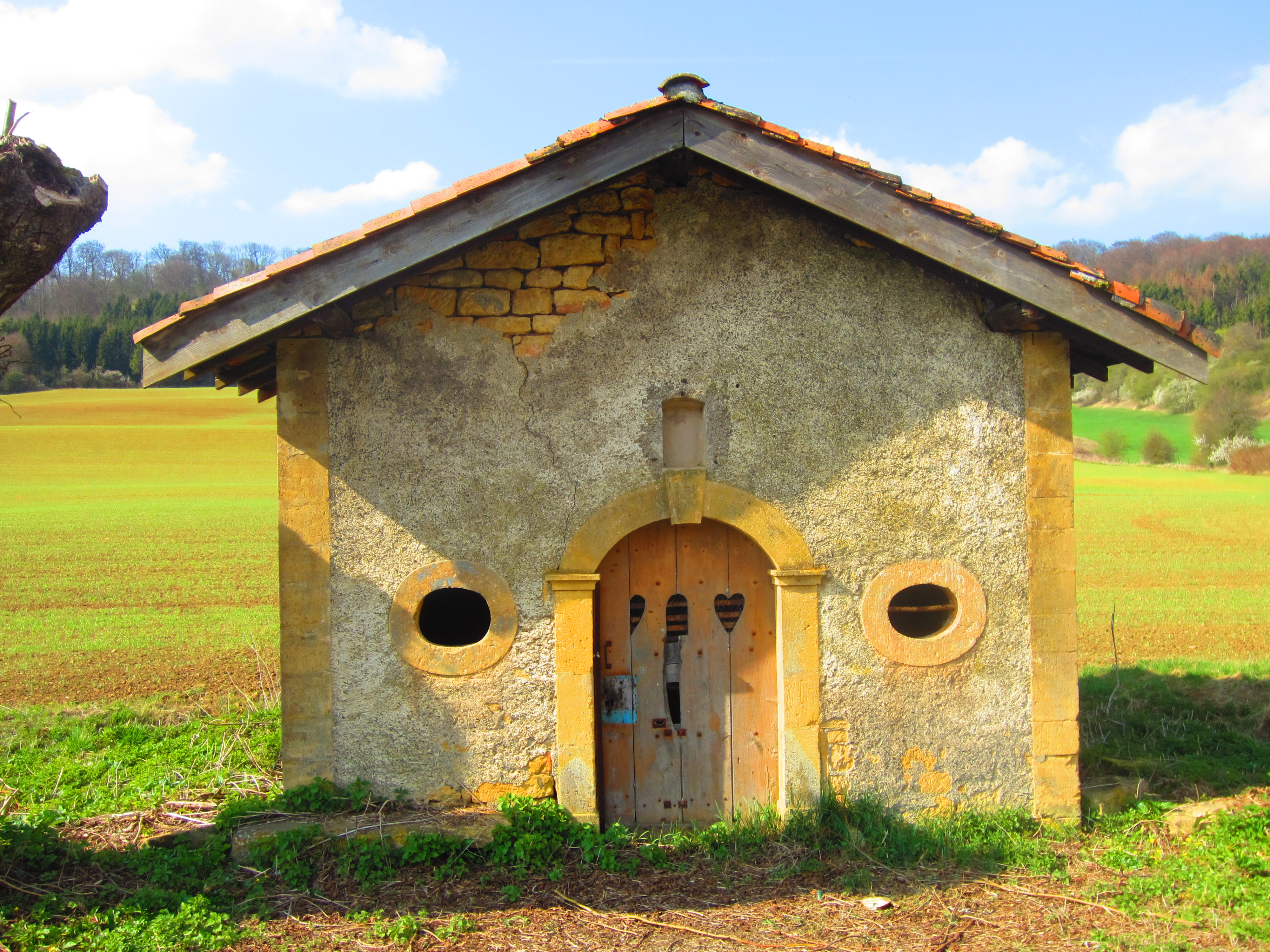
Kapelle Notre-Dame-de-Bon-Secours
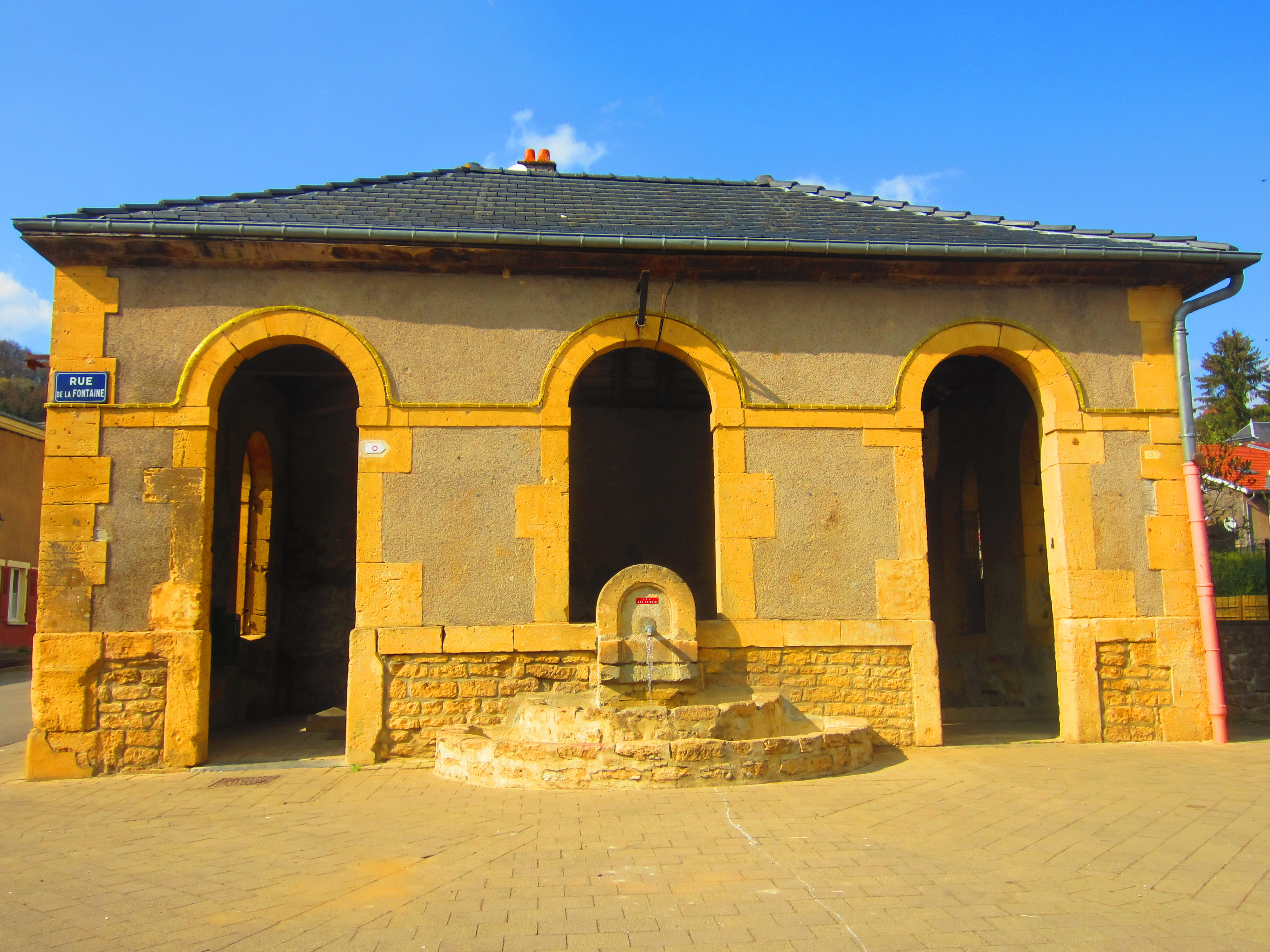
Lavoir